# Los Angeles Rams
I Los Angeles Rams sono una squadra di football americano della National Football League, vincitrice di due Super Bowl che gioca a Los Angeles, California. Competono nella West Division della National Football Conference. I Rams sono l'unica franchigia ad avere vinto tre campionati NFL in tre diverse città.
La franchigia ha più volte cambiato sede: fondata come Cleveland Rams, la squadra è rimasta a Cleveland dal 1937 al 1945; dal 1946 al 1994 la squadra ha cambiato sede e nome diventando i Los Angeles Rams (denominazione mantenuta anche dal 1980 al 1994 quando la sede è stata spostata ad Anaheim, in California). Dal 1995 al 2015 la squadra si è trasferita a Saint Louis, Missouri, diventando i St. Louis Rams. Il 12 gennaio 2013 è stato annunciato il ritorno della franchigia a Los Angeles a partire dalla stagione 2016.
Al 2024, secondo la rivista Forbes, il valore dei Rams è di circa 7,6 miliardi di dollari, secondi tra le franchigie della NFL.

## Storia
I Cleveland Rams furono fondati dall'avvocato Homer Marshman nel 1936. La loro prima stagione la disputarono nell'appena formata American Football League, passando alla National Football League, nella successiva. Il primo titolo giunse nel 1945, in quella che sarebbe stata l'ultima stagione in Ohio. Nel 1946 passarono a giocare al Los Angeles Memorial Coliseum, dove rimasero per oltre trent'anni.
Tra il 1949 e il 1955 i Rams arrivarono in finale di campionato per quattro volte, vincendone una (nel 1951). Durante questo periodo essi ebbero il miglior attacco della NFL, guidato dai quarterback Bob Waterfield e Norm Van Brocklin (dal 1951), assieme ai wide receiver Elroy Hirsch e Tom Fears. La popolarità del loro attacco permise ai Los Angeles Rams di diventare la prima squadra di cui vennero trasmesse in televisione tutte le partite (nel 1950).
Nel periodo che va dal 1956 al 1966, tranne in due stagioni, i Rams conclusero sempre con più sconfitte che vittorie. Gli anni sessanta furono caratterizzati dalla linea difensiva formata da Rosey Grier, Merlin Olsen, Deacon Jones e Lamar Lundy, soprannominati "Fearsome Foursome", che riportarono la squadra in finale di conference nel 1967.
Nel 1972 l'industriale di Chicago Robert Irsay acquistò la franchigia per 19 milioni di dollari e in seguito la scambiò con Carroll Rosenbloom per i suoi Baltimore Colts più conguaglio in denaro. I Rams rimasero una solida franchigia negli anni '70, vincendo per sette volte consecutive la NFC West tra il 1973 e il 1979. Anche se furono sempre tra le migliori squadre della NFC negli anni settanta, insieme ai Dallas Cowboys e ai Minnesota Vikings, essi persero le prime quattro finali di conference disputate in quel decennio. I giocatori più rappresentativi di quel periodo furono i difensori Jack Youngblood e Merlin Olsen. La miglior stagione del decennio fu quella 1979. Guidati dal quarterback Vince Ferragamo, i Rams raggiunsero il loro primo Super Bowl, dove misero in difficoltà i Pittsburgh Steelers campioni in carica, da cui però uscirono sconfitti.
Con l'assunzione dell'allenatore John Robinson nel 1983 i Rams, che nel frattempo si erano spostati nello stadio di Anaheim, la squadra si qualificò ai playoff in sei stagione su nove. Nel 1985 raggiunsero la finale della NFC, perdendo contro i futuri campioni della lega, i Chicago Bears. Il giocatore principale di quel periodo per i Rams fu il running back Eric Dickerson, scelto nel Draft NFL 1983, che nel 1984 corse 2.105 yard, un record NFL che resiste ancora oggi. Dopo il suo addio, alla fine degli anni '80 i Rams potevano contare su un giovane quarterback dotato come Jim Everett, un solido reparto d'attacco sulle corse e dei ricevitori di talento. Dopo un record di 11-5 durante la stagione regolare 1989 la squadra sembrò sul punto di fare grandi cose, fino alla netta sconfitta per 30-3 contro i San Francisco 49ers nella finale della NFC del 1989.
La prima metà degli anni '90 vide vari record negativi, nessuna apparizione ai playoff e una crescente mancanza di interesse dei tifosi, che portò il club a trasferirsi a St. Louis, nel Missouri, nel 1995. Prima della stagione 1999 i Rams ottennero in uno scambio il futuro MVP della lega, Marshall Faulk. La stagione iniziò con l'infortunio del quarterback Trent Green nella pre-stagione, che venne sostituito dall'allora sconosciuto Kurt Warner. Egli disputò una delle migliori stagioni della storia per un quarterback nella storia della NFL, lanciando per 4.353 yard, con 41 touchdown. L'attacco dei Rams, guidato dal coordinatore offensivo Mike Martz, fu soprannominato "The Greatest Show on Turf" e fece registrare la prima di una serie di stagioni da cinquecento punti consecutive, un record NFL. Nei playoff del 1999 Warner guidò i Rams fino al Super Bowl XXXIV vinto contro i Tennessee Titans. Per la sua prestazione fu premiato come MVP della gara, diventando il settimo giocatore della storia a vincere il titolo di MVP della stagione regolare e del Super Bowl nella stessa stagione.
Dopo la vittoria del titolo dei Rams Dick Vermeil si ritirò, mentre venne promosso a capo-allenatore il coordinatore offensivo Mike Martz, che nel 2001 guidò ancora i Rams fino al Super Bowl XXXVI, perdendo contro i New England Patriots. Martz fece giocare ai Rams un football basato sui passaggi che stabilì il record NFL di punti segnati in tre stagioni (1999–2001). Dopo il suo licenziamento il club visse stagioni difficoltose, senza più fare ritorno ai playoff durante la sua permanenza a St. Louis.
Nel 2016 Stan Kroenke, che era divenuto il proprietario della franchigia nel 2012, annunciò il ritorno della squadra a Los Angeles e la costruzione di un nuovo stadio, utilizzabile a partire dalla stagione 2020. Nel frattempo i Rams sarebbero tornati a giocare al Los Angeles Memorial Coliseum. Nel 2021, dopo un'ottima stagione regolare che garantì loro i play-off con un record di 12-5, giunsero al loro terzo Super Bowl dopo avere superato nell'ordine i Cardinals (nel wild card round), i Buccaneers (divisional round) e i San Francisco 49ers nella finale NFC. Infine, nel Super Bowl LVI, superarono i Cincinnati Bengals per 23-20 al Sofi Stadium, laureandosi campioni dell'NFL per la seconda volta nella loro storia.

## Rivalità
I Los Angeles Rams hanno intrattenuto una rivalità locale con i Chiefs nel periodo in cui la squadra ha giocato a St. Louis, Missouri; tuttavia la rivale per eccellenza dei Rams sono i San Francisco 49ers.

### San Francisco 49ers
La rivalità tra Rams e 49ers è considerata una delle più accese di sempre nella storia della NFL. La reciproca antipatia nasce dal fatto che le squadre giocano nella stessa division (la NFC West) e dalla fortissima rivalità che divide la California meridionale (la cui città principale è Los Angeles) e la California centro-settentrionale (dove è situata San Francisco). Quando nel 1995 i Rams si trasferirono a St. Louis la rivalità ha perso la sua forte connotazione geografica, ma è rimasta molto forte e sentita. Roger Craig, ex running-back dei 49ers, affermò che i Rams avrebbero potuto "giocare le gare casalinghe anche su Marte" ma che sarebbero sempre rimasti i principali avversari di San Francisco. Dalla stagione 2016 i Rams sono tornati a Los Angeles e la rivalità è tornata ad essere intrastatale.

### Kansas City Chiefs
Con il trasferimento della franchigia dalla California al Missouri nacque una rivalità accesa tra i Rams e i Chiefs, nonostante le due squadre militino in conference diverse. Le partite tra le due squadre, note come Show-Me State Showdown o Battle of Missouri erano molto sentite da entrambe le tifoserie, poiché i supporters dei Chiefs ritenevano che i Rams, con il trasferimento, avessero "invaso" il loro territorio (gli stati del Kansas e del Missouri costituivano il bacino principale per la franchigia giallorossa). Inoltre le due squadre competevano per la Governor's Cup, trofeo simbolico assegnato dal governatore del Missouri alla squadra che, tra le due, avesse concluso la stagione con il record migliore. Con il ritorno dei Rams a Los Angeles e la fine della Governor's Cup questa rivalità ha cessato di esistere.

## Giocatori importanti

### Membri della Pro Football Hall of Fame

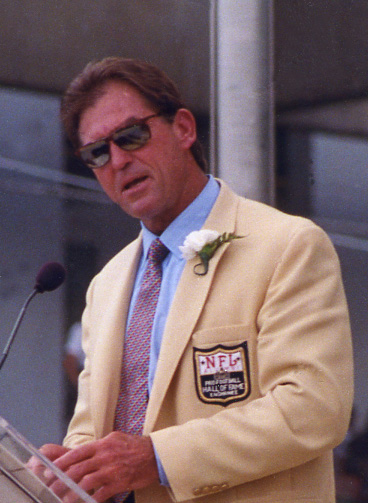
Jack Youngblood.

Alla classe del 2017 diciassette giocatori che hanno militato nei Rams sono stati inseriti nella Pro Football Hall of Fame.
| Hall of Famer dei Los Angeles Rams |                           |      |              |           |
| N.                                 | Giocatore                 | Anno | Ruolo        | Anni      |
| –                                  | George Allen              | 2002 | Coach        | 1966–1970 |
| 36                                 | Jerome Bettis             | 2015 | RB           | 1993–1995 |
| 76                                 | Orlando Pace              | 2016 | OT           | 1997–2008 |
| 91                                 | Kevin Greene              | 2016 | LB           | 1985–1992 |
| 76                                 | Bob Brown                 | 2004 | OT           | 1969–1970 |
| 29                                 | Eric Dickerson            | 1999 | RB           | 1983–1987 |
| 28                                 | Marshall Faulk            | 2011 | RB           | 1999–2006 |
| 55                                 | Tom Fears                 | 1970 | End          | 1948–1956 |
| 40                                 | Elroy "Crazy Legs" Hirsch | 1968 | RB, WR       | 1949–1957 |
| 75                                 | Deacon Jones              | 1980 | DE           | 1961–1971 |
| 65                                 | Tom Mack                  | 1999 | G            | 1966–1978 |
| 74                                 | Merlin Olsen              | 1982 | DT           | 1962–1976 |
| –                                  | Dan Reeves                | 1967 | Prop.        | 1941–1971 |
| 67, 48                             | Les Richter               | 2011 | LB, K        | 1954–1962 |
| 78                                 | Jackie Slater             | 2001 | OT           | 1976–1995 |
| 11                                 | Norm Van Brocklin         | 1971 | QB, P        | 1949–1957 |
| 10, 13                             | Kurt Warner               | 2017 | QB           | 1998–2003 |
| 7                                  | Bob Waterfield            | 1965 | QB, DB, K, P | 1945–1952 |
| 85                                 | Jack Youngblood           | 2001 | DE           | 1971–1984 |

### Numeri ritirati
| Numeri ritirati dai Los Angeles Rams |                 |       |           |
| N°                                   | Giocatore       | Ruolo | Stagioni  |
| 7                                    | Bob Waterfield  | QB    | 1945-52   |
| 28                                   | Marshall Faulk  | RB    | 1999-2006 |
| 29                                   | Eric Dickerson  | RB    | 1983-87   |
| 74                                   | Merlin Olsen    | DT    | 1962-76   |
| 75                                   | Deacon Jones    | DE    | 1961-71   |
| 78                                   | Jackie Slater   | OT    | 1976-95   |
| 80                                   | Isaac Bruce     | WR    | 1994-2007 |
| 85                                   | Jack Youngblood | DE    | 1971-84   |

### Premi individuali
| MVP della NFL |                |       |
| Anno          | Giocatore      | Ruolo |
| 1938          | Parker Hall    | HB    |
| 1945          | Bob Waterfield | QB    |
| 1969          | Roman Gabriel  | QB    |
| 1999          | Kurt Warner    | QB    |
| 2000          | Marshall Faulk | RB    |
| 2001          | Kurt Warner    | QB    |

| MVP del Super Bowl |             |       |
| SB                 | Giocatore   | Ruolo |
| XXXIV              | Kurt Warner | QB    |
| LVI                | Cooper Kupp | WR    |

| Giocatore offensivo dell'anno |                |       |
| Anno                          | Giocatore      | Ruolo |
| 1986                          | Eric Dickerson | RB    |
| 1999                          | Marshall Faulk | RB    |
| 2000                          | Marshall Faulk | RB    |
| 2001                          | Marshall Faulk | RB    |
| 2017                          | Todd Gurley    | RB    |
| 2021                          | Cooper Kupp    | WR    |

| Difensore dell'anno |              |       |
| Anno                | Giocatore    | Ruolo |
| 2017                | Aaron Donald | DT    |
| 2018                | Aaron Donald | DT    |
| 2020                | Aaron Donald | DT    |

| Rookie offensivo dell'anno |                |       |
| Anno                       | Giocatore      | Ruolo |
| 1983                       | Eric Dickerson | RB    |
| 1993                       | Jerome Bettis  | RB    |
| 2010                       | Sam Bradford   | QB    |
| 2015                       | Todd Gurley    | RB    |

| Rookie difensivo dell'anno |                 |       |
| Anno                       | Giocatore       | Ruolo |
| 1971                       | Isiah Robertson | LB    |
| 2014                       | Aaron Donald    | DT    |
| 2024                       | Jared Verse     | DE    |

| Comeback Player of the Year |               |       |
| Anno                        | Giocatore     | Ruolo |
| 1987                        | Charles White | RB    |
| 1988                        | Greg Bell     | RB    |

### Record di franchigia
Carriera
| Record in carriera |                |        |
| Categoria          | Giocatore      | Numero |
| Yard passate       | Jim Everett    | 23.758 |
| TD passati         | Roman Gabriel  | 154    |
| Yard ricevute      | Isaac Bruce    | 14.109 |
| TD su ric.         | Isaac Bruce    | 84     |
| Yard corse         | Steven Jackson | 10.138 |
| TD su corsa        | Marshall Faulk | 58     |

Stagionali
| Record stagionali |                               |        |           |
| Categoria         | Giocatore                     | Numero | Anno      |
| Yard passate      | Matthew Stafford              | 4.886  | 2021      |
| TD passati        | Kurt Warner Matthew Stafford  | 41     | 1999 2021 |
| Yard ricevute     | Cooper Kupp                   | 1.947  | 2021      |
| TD su ric.        | Elroy Hirsch                  | 17     | 1951      |
| Yard corse        | Eric Dickerson                | 2.105  | 1984      |
| TD su corsa       | Eric Dickerson Marshall Faulk | 18     | 1983 2000 |

Fonte:

## La squadra
| Roster dei Los Angeles Rams |
| --- |
| Quarterback - 13 Stetson Bennett - 9 Matthew Stafford Running Back - 22 Blake Corum - 20 Ronnie Rivers - 32 Cody Schrader - 23 Kyren Williams Wide Receiver - 5 Tutu Atwell - 18 Tyler Johnson - 10 Cooper Kupp - 15 Demarcus Robinson - 88 Jordan Whittington Tight End - 87 Davis Allen - 84 Hunter Long - 86 Colby Parkinson Offensive Linemen - 60 Logan Bruss G - 59 Geron Christian T - 69 Kevin Dotson G - 79 Rob Havenstein T - 72 Jonah Jackson C - 50 Beaux Limmer C - 71 Warren McClendon T - 63 Dylan McMahon C Defensive Linemen - 95 Bobby Brown III NT - 90 Tyler Davis NT - 55 Braden Fiske DE - 92 Neville Gallimore NT - 94 Desjuan Johnson DE - 91 Kobie Turner DE Linebacker - 31 Nick Hampton OLB - 97 Michael Hoecht OLB - 35 Jake Hummel ILB - 44 Brennan Jackson OLB - 58 Elias Neal ILB - 51 Troy Reeder ILB - 56 Christian Rozeboom ILB - 48 Omar Speights ILB - 8 Jared Verse OLB - 0 Byron Young OLB Defensive Back - 3 Kamren Curl SS - 14 Cobie Durant CB - 43 John Johnson SS - 26 Kamren Kinchens FS - 37 Quentin Lake FS - 33 Cam Lampkin CB - 39 Jaylen McCollough SS - 30 Josh Wallace CB - 27 Tre'Davious White CB - 21 Charles Woods CB Special Team - 42 Ethan Evans P - 16 Joshua Karty K - 47 Alex Ward LS Lista delle riserve - 73 Steve Avila G (IR) - 11 Jimmy Garoppolo QB (Sospeso) - 89 Tyler Higbee TE (PUP) - 77 Alaric Jackson T (Sospeso) - 1 Derion Kendrick CB (IR) - 66 KT Leveston G (IR-DRF) - 64 Conor McDermott T (IR) - 52 Larrell Murchison DE (IR-DRF) - 17 Puka Nacua WR (IR) - 70 Joe Noteboom T (IR) - 6 Tre Tomlinson CB (IR) - 24 Darious Williams CB (IR) Squadra di allenamento - 61 A.J. Arcuri T - 67 Justin Dedich G - 98 Cory Durden DT - 82 Miller Forristall TE - 34 Tanner Ingle SS - 38 Shaun Jolly CB - 83 Nikola Kalinic TE - 68 Mike McAllister C - 54 Ty Nsekhe T - 65 David Olajiga DT - 19 Xavier Smith WR - 6 Drake Stoops WR - 96 Keir Thomas OLB - 57 Zach VanValkenburg OLB - 81 Sam Wiglusz WR - 4 Ahkello Witherspoon CB Roster aggiornato al 15 settembre 2024 51 attivi, 12 inattivi, 15 nella squadra di allenamento |
| Legenda - I rookie sono in corsivo. - Il primo ruolo è il principale mentre gli eventuali successivi indicano i ruoli secondari. - (IR) sta per Injured Reserve ed indica la lista ristretta per un solo giocatore infortunato che può tornare ad allenarsi dopo la settimana 6 e a rientrare in prima squadra dopo che questa ha giocato 8 partite. - (NF-Inj.) / (NF-Ill.) stanno rispettivamente per Non-Football Injured e Non-Football Illness ed indicano le liste dove viene inserito un giocatore che ha un infortunio o una malattia non dipendente dal football americano. - (PUP) sta per Physically Unable to Perform ed indica la lista dove viene inserito un giocatore mentre è in attesa di recuperare la condizione fisica. Nella stagione regolare dopo la sesta partita giocata dalla propria squadra, il giocatore ha tempo tre settimane per riprendere ad allenarsi, più tre settimane aggiuntive dal suo rientro agli allenamenti per rientrare in prima squadra. |

## Lo staff
| Staff dei Los Angeles Rams |
| --- |
| Organi dirigenziali - Proprietario/amministratore delegato – Stan Kroenke - Presidente – Kevin Demoff - General manager – Les Snead - Assistente general manager – John McKay - Vice presidente del football e amministrazione – Tony Pastoors - Consulente senior al general manager – Ray Farmer - Direttore senior delle operazioni del football – Sophie Harlan - Dirigente senior del personale & e vice capo degli osservatori del college – Taylor Morton - Dirigenti senior del personale – Brian Xanders, Marty Barrett, Ted Monago, Chris Driggers - Dirigente senior degli osservatori – Billy Johnson - Direttore del personale professionistico – Matt Waugh - Direttore, osservatori, strategia e analisi – Nicole Blake - Consulente degli osservatori – JW Jordan Capo allenatore - Capo-allenatore – Sean McVay - Assistente c.a./coordinatore gioco sui passaggi – Aubrey Pleasant Altri allenatori - Preparatore atletico – Justin Lovett - Assistente p.a. – Dustin Woods Allenatori dell'attacco - Coordinatore offensivo – Mike LaFleur - Coordinatore gioco sui passaggi – Nathan Scheelhaase - Quarterback – Dave Ragone - Running back – Ron Gould - Wide receiver – Eric Yarber - Tight end – Scott Huff - Offensive line – Ryan Wendell - Assistente offensive line – Zak Kromer - Assistente attacco senior – Alex Van Pelt - Assistente attacco – Rob Calabrese Allenatori della difesa - Coordinatore difensivo – Chris Shula - Defensive line/oordinatore gioco sulle corse – Giff Smith - Outside linebacker – Joe Coniglio - Inside linebacker – Greg Williams - Safety – Chris Beake - Assistente difesa senior – Jimmy Lake - Assistente difesa – Mike Harris - Coordinatore pass rush – Drew Wilkins Allenatori dello special team - Coordinatore special team – Chase Blackburn - Assistente special team – Ben Kotwica - Coordinatore gestione del gioco/assistente tight ends – Dan Shamash |